# Apple Shampoo
"Apple Shampoo" je pjesma američkog rock sastava Blink-182, objavljena 14. travnja 1997. godine u Australiji. kao prvi singl s drugog studijskog albuma sastava, Dude Ranch iz 1997. godine. Pjesma je objavljena kao singl samo u Australiji, kroz ekskluzivnu licencu diskografske kuće Mushroom Records, s etiketom Rapido.

## Pozadina
Pjesma priča o propaloj vezi. Pjesma je inspirirana pjevačicom Elysom Rogers iz ska punk sastava Dance Hall Crashers, s kojim je Blink 1996. godine bio na turneji. Naziv pjesme inspiriran je njenim omiljenim mirisom šampona.

## Kompozicija
Pjesma je skladana u C dur tonalitetu, s mjerom 4/4 i brzim tempom od 216 otkucaja u minuti. Hoppusov raspon glasnica kreće se od G4 do A5.

## Objava
"Apple Shampoo" je objavljen u sklopu skorih nastupa u Australiji povodom turneje Warped Tour 1997. Pjesma je objavljena isključivo u Australiji kako bi proslavili turneju i obradovali obožavatelje iz Australije, čiji se broj znatno povećao od 1995. godine. Pjesma je dostigla 90. mjesto na australskoj ljestvici singlova u travnju 1997. godine.

## Format i popis pjesama
CD (1997.)
1. "Apple Shampoo" – 2:54
2. "Voyeur" – 2:46
3. "Good Times" – 1:04

## Zasluge
Blink-182
- Mark Hoppus – bas-gitara, vokali
- Tom DeLonge – gitara, vokali
- Scott Raynor – bubnjevi

Ostalo osoblje
- Mark Trombino – produciranje, snimanje, miksanje
- Brian Gardner – mastering

## Ljestvice
| Ljestvica (1997.) | Najviša pozicija |
| ----------------- | ---------------- |
| Australija (ARIA) | 90.              |

| Blink-182                                                           | Blink-182 |
| ------------------------------------------------------------------- | --- |
|                                                                     | |
| Mark Hoppus • Matt Skiba • Travis Barker Scott Raynor • Tom DeLonge | |
|                                                                     | |
| Studijski albumi                                                    | Cheshire Cat • Dude Ranch • Enema of the State • Take Off Your Pants and Jacket • Blink-182 • Neighborhoods • California • Nine |
|                                                                     | |
| EP                                                                  | They Came to Conquer Uranus • Dogs Eating Dogs                                                                                  |
|                                                                     | |
| Kompilacijski albumi                                                | Greatest Hits • Icon |
|                                                                     | |
| Demo albumi                                                         | Flyswatter • Demo #2 • Buddha Promo • Buddha • Enema of the State Demo                                                          |
|                                                                     | |
| Koncertni albumi                                                    | The Mark, Tom, and Travis Show (The Enema Strikes Back!)                                                                        |
|                                                                     | |
| Videografija                                                        | The Urethra Chronicles • The Urethra Chronicles II: Harder Faster Faster Harder • Riding in Vans with Boys • Greatest Hits      |
|                                                                     | |
| Diskografija                                                        | |

| Blink-182                                                           | Blink-182 |
| ------------------------------------------------------------------- | --- |
|                                                                     | |
| Mark Hoppus • Matt Skiba • Travis Barker Scott Raynor • Tom DeLonge | |
|                                                                     | |
| Studijski albumi                                                    | Cheshire Cat • Dude Ranch • Enema of the State • Take Off Your Pants and Jacket • Blink-182 • Neighborhoods • California • Nine |
|                                                                     | |
| EP                                                                  | They Came to Conquer Uranus • Dogs Eating Dogs                                                                                  |
|                                                                     | |
| Kompilacijski albumi                                                | Greatest Hits • Icon |
|                                                                     | |
| Demo albumi                                                         | Flyswatter • Demo #2 • Buddha Promo • Buddha • Enema of the State Demo                                                          |
|                                                                     | |
| Koncertni albumi                                                    | The Mark, Tom, and Travis Show (The Enema Strikes Back!)                                                                        |
|                                                                     | |
| Videografija                                                        | The Urethra Chronicles • The Urethra Chronicles II: Harder Faster Faster Harder • Riding in Vans with Boys • Greatest Hits      |
|                                                                     | |
| Diskografija                                                        | |